# Jon Moritsugu
Jon Moritsugu est un réalisateur, scénariste, producteur, acteur et monteur américain né en 1965 à Honolulu, Hawaii (États-Unis).

## Biographie
Jon Moritsugu est né en 1965 à Honolulu, Hawaï, et a suivi les cours de l'Université Brown où il a réalisé Der Elvis choisi par le Village Voice dans les 50 meilleurs films des années 80.
Il a depuis réalisé 6 longs métrages et 4 courts métrages qui ont été projetés à travers le monde et ont reçu un très bon accueil critique. Scumrock, son dernier film, a reçu deux récompenses et tourne toujours dans les festivals aux États-Unis et en Europe.
Moritsugu vit aujourd'hui à Santa Fe, Nouveau Mexique, et écrit un nouveau scénario de film. Il joue avec sa compagne Amy Davis au sein du groupe Low On High.

## Filmographie

### comme réalisateur
- 1986 : Mommy Mommy Where's My Brain
- 1987 : Little Debbie, Snack-Whore of NYC
- 1987 : Der Elvis
- 1987 : Braindead
- 1988 : Sleazy Rider
- 1989 : My Degeneration
- 1991 : Hippy Porn
- 1993 : Terminal USA
- 1994 : Mod Fuck Explosion
- 1997 : Fame Whore
- 2002 : Scumrock

### comme scénariste
- 1989 : My Degeneration
- 1991 : Hippy Porn
- 1993 : Terminal USA
- 1994 : Mod Fuck Explosion
- 1997 : Fame Whore
- 2002 : Scumrock

### comme producteur
- 1991 : Hippy Porn
- 1997 : Fame Whore
- 2002 : Scumrock

### comme acteur
- 1993 : Terminal USA : Marvin / Katzumi
- 1994 : Mod Fuck Explosion : Kazumi (Biker)
- 1997 : Fame Whore : Greenberg #1

### comme monteur
- 1991 : Hippy Porn
- 1994 : Mod Fuck Explosion
- 1997 : Fame Whore